# Yang Tae-Young
Yang Tae-Young (koreanska: 양태영), född den 8 juli 1980 i Seoul, Sydkorea, är en sydkoreansk gymnast.
Han tog OS-brons i mångkamp i samband med de olympiska gymnastiktävlingarna 2004 i Aten.